# Hung Up (Madonna-dal)
A Hung Up Madonna amerikai énekesnő tizedik, Confessions on a Dance Floor című stúdióalbumának egyik dala és egyben vezető kislemeze. 
A dal szerzője az énekesnő mellett Stuart Price volt. Annak a résznek, mely az ABBA együttes Gimme! Gimme! Gimme! című dalát dolgozza fel, Benny Andersson és Björn Ulvaeus voltak a szerzői. A dal 2005. október 17-én jelent meg a Warner Bros. Records gondozásában, videóklipjét szintén ugyanebben a hónapban forgatták. A dal később megjelent az énekesnő 2009-es Celebration válogatásalbumán is. 
Ez volt az énekesnő első dala, amely a hivatalos iTunes Store csatornáján vált digitálisan letölthetővé. A dal videóklipjét 2005 októberében forgatták. 

## Minősítések
| Ország                   | Minősítés  | Eladás     |
| ------------------------ | ---------- | ---------- |
| Ausztrália (ARIA)        | platina    | 70,000+    |
| Belgium (BEA)            | platina    | 50,000+    |
| Egyesült Királyság (BPI) | platina    | 617,000+   |
| Egyesült Államok (RIAA)  | platina    | 1,200,000+ |
| Franciaország (SNEP)     | arany      | 490,000+   |
| Japán (RIAJ)             | platina    | 250,000+   |
| Kanada (CRIA)            | 2x platina | 160,000+   |
| Németország (BVMI)       | 3x arany   | 450,000+   |
| Svédország (GLF)         | 3x platina | 60,000+    |
| Svájc (IFPI)             | arany      | 20,000+    |